# Liste der Bischöfe von Härnösand

## Ordinarien

### Superintendenten
1. Petrus Erici Steuchius 1647–1683
2. Mattias Steuchius 1683–1695
3. Julius Erici Micrander 1695–1702
4. Georgius Nicolai Wallin 1703–1723
5. Petrus Jonae Asp 1723–1726
6. Nicolaus Sternell 1728–1744
7. Olof Kiörning 1746–1772

### Bischöfe
1. Olof Kiörning 1772–1778
2. Eric Hesselgren 1779–1803
3. Carl Gustaf Nordin 1805–1812
4. Erik Abraham Almquist 1814–1830
5. Frans Michael Franzén 1832–1847
6. Israel Bergman 1848–1864
7. Anders Fredrik Beckman 1865–1875
8. Lars Landgren 1876–1888
9. Martin Johansson 1888–1908
10. Ernst Frithiof Lönegren 1910–1934
11. Torsten Bohlin 1935–1950
12. Gunnar Hultgren 1951–1958
13. Ruben Josefson 1958–1967
14. Arne Palmqvist 1967–1975
15. Bertil Werkström 1975–1983
16. Bengt Hallgren 1983–1991
17. Karl-Johan Tyrberg 1991–2001
18. Tony Guldbrandzén 2001–2009
19. Tuulikki Koivunen Bylund 2009–2014
20. Eva Nordung Byström 2014–2024
21. Teresia Boström, seit 2024